# Jakšić (Požega-Slavonie)
Pour les articles homonymes, voir Jakšić.
Jakšić est un village et une municipalité située en Slavonie, dans le comitat de Požega-Slavonie, en Croatie. Au recensement de 2001, la municipalité comptait 4 437 habitants, dont 92,97 % de Croates et le village seul comptait 2 003 habitants.

## Localités
La municipalité de Jakšić compte 10 localités :
| - Bertelovci - Cerovac - Eminovci - Granje - Jakšić | - Radnovac - Rajsavac - Svetinja - Tekić - Treštanovci |